# Балчяй
Балчяй (Balčiai) — село у Литві, Расейняйський район, Немакщяйське староство, знаходиться за 9 км від села Немакщяй, за 1 км — село Ґудай. Станом на 2001 рік у селі проживало 132 людей.
Поруч пролягає дорога А-12 Рига — Шяуляй — Таураге — Калінінград.

## Принагідно
- мапа із зазначенням місцерозташування [Архівовано 13 травня 2016 у Wayback Machine.]

| Литва | Це незавершена стаття з географії Литви. Ви можете допомогти проєкту, виправивши або дописавши її. |